# Parque nacional Isla Cliff
Isla Cliff es un parque nacional en Queensland (Australia), ubicado a 1757 km al noroeste de Brisbane.

## Datos
- Área: 0,43 km²
- Coordenadas: 14°13′14″S 143°46′26″E / -14.22056, 143.77389
- Fecha de Creación: 1989
- Administración: Servicio para la Vida Salvaje de Queensland
- Categoría IUCN: II

## Fotos aéreas y mapas
- WikiMapia